# Nekrolog 1914
Nekrolog
◄◄
| ◄
| 1910
| 1911
| 1912
| 1913
| 1914 | 1915 | 1916 | 1917 | 1918 | ► | ►►
1. Quartal |
2. Quartal |
3. Quartal |
4. Quartal 
Weitere Ereignisse | Allgemeiner Nekrolog 1914
Die Beschreibung der verstorbenen Person sollte so kurz wie möglich gehalten sein und nur deren signifikante Tätigkeit(en) enthalten.
Neue Namen ggf. auch unter dem Geburts- und Sterbedatum, also etwa unter 1. Januar und im Geburts- und Sterbejahr (2024) eintragen (nur bei entsprechender großer Wichtigkeit). Für Beispiele siehe die schon vorhandenen Artikel.
Außerdem über die fünf zuletzt Verstorbenen, zu denen es einen ausreichend guten Artikel für eine Präsentation auf der Hauptseite gibt, nach der todesbedingten Überarbeitung der Artikel ggf. auch unter Wikipedia Diskussion:Hauptseite informieren und sie am besten auch in den anderen Wikipedia-Sprachversionen eintragen. Tipp: Regelmäßig bei news.google.de nach „ist tot“, „gestorben“ oder „verstorben“ suchen.
Wenn eine Person gestorben ist, gibt es viele Seiten zu dieser Person in der Wikipedia, die davon auch betroffen sind und entsprechend aktualisiert werden müssen. Beispiele: Namenübersichtsseite, Geburtsjahr, Geburtsort-Seiten und viele mehr.
Wie finde ich die betroffenen Seiten?
Im Suchfeld auf der linken Seite gibt man den Suchbegriff so ein: „Vorname Nachname“. Dann klickt man auf Volltext und alle Seiten mit entsprechendem Suchtext werden aufgerufen. Hier sieht man dann schnell, wo auch das Todesjahr Sinn macht oder sogar ein Teil des Artikels angepasst werden muss. Auch hilft das „Werkzeug“ auf der linken Seite sehr gut, um solche Seiten aufzufinden: „Links auf diese Seite“. Somit ist die Wikipedia wieder aktuell in allen Bereichen! Hinweis: bei Eintragung der Kategorie „Gestorben JAHR“ wird der Missbrauchsfilter 49 ausgelöst, was jedoch nicht schlimm ist. Siehe: Spezial:Missbrauchsfilter/49
Dies ist eine Liste von im Jahr 1914 verstorbenen bekannten Persönlichkeiten. Die Einträge erfolgen innerhalb der einzelnen Daten alphabetisch sortiert. Tiere sind im Nekrolog für Tiere zu finden.
Die Liste ist nach Quartalen aufgeteilt:
- Nekrolog 1. Quartal 1914: Januar, Februar und März
- Nekrolog 2. Quartal 1914: April, Mai und Juni
- Nekrolog 3. Quartal 1914: Juli, August und September
- Nekrolog 4. Quartal 1914: Oktober, November und Dezember

## Datum unbekannt
| Tag | Name                          | Beruf, bekannt als | Alter  | Beleg |
| --- | ----------------------------- | --- | ------ | ----- |
|     | Avlonyalı Mehmet Ferit Pascha | osmanischer Politiker und Großwesir (1903–1908)                                                                        |        |       |
|     | Henri Beuchat                 | französischer Anthropologe und Amerikanist                                                                             | ca. 36 |       |
|     | Ambrose Bierce                | US-amerikanischer Schriftsteller und Journalist                                                                        |        |       |
|     | George A. Black               | US-amerikanischer Politiker                                                                                            |        |       |
|     | Georgi Lwowitsch Brussilow    | russischer Marineoffizier und Polarforscher                                                                            |        |       |
|     | Paul von Buder                | deutscher lutherischer Theologe, Religionswissenschaftler, Ephorus und Professor sowie Rektor der Universität Tübingen |        |       |
|     | George James Burch            | englischer Physiker |        |       |
|     | Henry Creed                   | Unternehmer und Hoflieferant                                                                                           |        |       |
|     | Georg Fischhof                | österreichischer Porträt-, Figuren- und Landschaftsmaler                                                               |        |       |
|     | Friedrich Geiger              | deutscher klassischer Philologe                                                                                        |        |       |
|     | Wilhelm Hahn                  | deutscher Lehrer |        |       |
|     | Wilhelm Hedtmann              | deutscher Unternehmer und Erfinder                                                                                     |        |       |
|     | Christlieb Gotthold Hottinger | deutscher Bibliothekar, Herausgeber und Autor                                                                          |        |       |
|     | August Kampf                  | deutscher kaiserlicher Hoffotograf                                                                                     |        |       |
|     | Konstantinos Karapanos        | griechischer Bankier, Politiker und Archäologe                                                                         |        |       |
|     | René Le Bègue                 | französischer Fotograf                                                                                                 |        |       |
|     | Carl Lucke                    | deutscher Gutspächter und Politiker, MdR                                                                               |        |       |
|     | Ma Qixi                       | Gründer einer chinesisch-islamischen Schulrichtung                                                                     |        |       |
|     | Robert Charles Moon           | Augenarzt |        |       |
|     | Louis-Antonin Neurdein        | französischer Fotograf                                                                                                 |        |       |
|     | Shibli Numani                 | indischer, islamischer Gelehrter und Theologe                                                                          |        |       |
|     | Osgan Efendi                  | osmanisch-armenischer Maler, Bildhauer und Dozent                                                                      |        |       |
|     | Carl Ostersetzer              | österreichischer Genremaler                                                                                            |        |       |
|     | Alessandro Palma di Cesnola   | US-amerikanischer Major, Diplomat und Hobby-Archäologe                                                                 |        |       |
|     | Leontine Paulmann             | deutsche Kinderdarstellerin und Theaterschauspielerin                                                                  |        |       |
|     | Recaizade Mahmud Ekrem        | türkischer Schriftsteller und Literaturkritiker                                                                        |        |       |
|     | Heinrich Reinhart             | österreichischer Maler                                                                                                 |        |       |
|     | Alexander von Rexin           | preußischer Gutsbesitzer und Politiker                                                                                 |        |       |
|     | Roknolmolk                    | persischer Politiker und Lyriker                                                                                       |        |       |
|     | Augustine Sackett             | US-amerikanischer Unternehmer und Erfinder                                                                             |        |       |
|     | Konstantin Sathas             | neugriechischer Geschichtsforscher und Literarhistoriker                                                               |        |       |
|     | Johann Schwarz                | österreichischer Fußballspieler                                                                                        |        |       |
|     | Eugen Spitzweg                | deutscher Verleger |        |       |
|     | Thor Stenbeck                 | schwedischer Arzt und Strahlentherapeut                                                                                |        |       |
|     | Boris de Tannenberg           | französischer Erzieher und Hispanist russischer Abstammung                                                             |        |       |
|     | Bhaktivinoda Thakura          | indischer Gelehrter und Heiliger des Hinduismus vishnuitischer Prägung                                                 |        |       |
|     | George Thibaut                | deutsch-britischer Indologe                                                                                            |        |       |
|     | Otto E. Weber                 | deutscher Unternehmer                                                                                                  |        |       |